# 史爾特爾

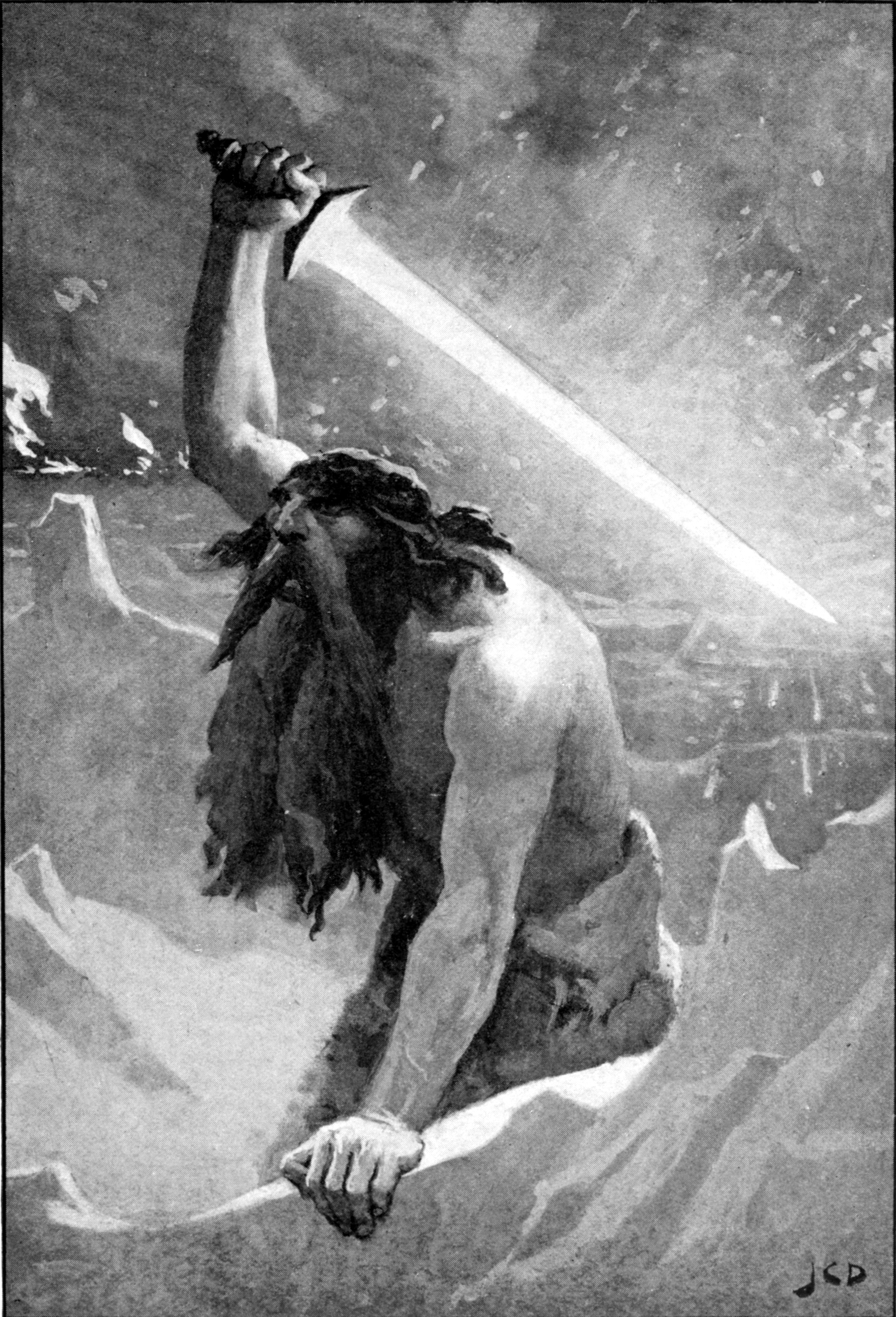
"苏爾特爾與炎之魔劍" (1909) by John Charles Dollman.

史爾特爾（Surtr）是北歐神話中的火巨人，有一位女巨人伴侶辛瑪拉，替他保管武器雷瓦汀。《老埃達》和《新埃達》中均有关于他的记载；在两本书中，他皆為諸神的黃昏中的重要角色，擁有一柄巨大的炎之魔劍（Surtalogi），能散發出比太陽更耀眼的光芒，在諸神的黃昏一役中與弗雷展開戰鬥，最終他把炎之魔劍投向天空，產生的巨大火焰吞没了地球。

## 名字來源
史爾特爾的名字源自於古諾斯語的字根——svart。svart 意為「黑色」，在英語演變成黝黑（swarthy）一詞。史爾特爾正如其名，外型黑如煤炭，有如燃盡的森林。
史爾特爾的黑炎魔劍（Surtalogi）指的是燒毀世界的烈火。意為「史爾特爾之炎」，其中Surta是史爾特爾、Logi是約頓海姆的巨人洛基之名，他們都是野火與火災的化身。這把劍常被誤認為雷瓦汀（Lævateinn），亦常被誤認為弗雷失去的神劍。

## 現代文化
- 在智慧型手機遊戲《Fate/Grand Order》中，於主線第二篇第二部中以敵方角色登場。是北歐的終末裝置。寶具為等級EX的對界寶具「輝逾太陽吧，炎之劍」。配音：津田健次郎。
- 在漫威漫畫中作為敵方角色登場，詳見蘇爾特爾 (漫威漫畫)。
- 在智慧型手機遊戲《明日方舟》中，作為精英幹員史爾特爾的角色原型。
- 在交互式电影游戏《地狱之刃：塞娜的献祭》中作為敵方角色登場。
- 在电子遊戲《刺客信条：英灵殿》资料片「諸神黃昏的預兆」中作為敵方角色登場。
- 在電子遊戲《戰神：諸神黃昏》中作為我方盟友角色登場。